# تپه حشمت‌آباد ۱
تپه حشمت آباد (۱) مربوط به دوره هخامنشی - دوره سلوکیان است و در شهرستان دورود، بخش سیلاخور، دهستان چالانچولان، ۱۳۰ متری شرق حشمت آباد واقع شده و این اثر در تاریخ ۲۸ شهریور ۱۳۸۶ با شمارهٔ ثبت ۱۹۵۳۴ به‌عنوان یکی از آثار ملی ایران به ثبت رسیده است.